# Anna Jacobapolder
Anna Jacobapolder (polder Anne-Jacqueline) est un petit village néerlandais de la commune de Tholen en Zélande. Le village est situé sur la partie est de la presqu'île de Sint Philipsland. En 2004, le village avait environ 400 habitants.